# Sahag II Khapaian
Sahag II Khapaian (en arménien : Սահակ Բ. Խապայեան), né le 25 mars 1849 à Yeghiki (Empire ottoman) et mort le 8 octobre 1939 à Antélias (Liban), est un ecclésiastique arménien, catholicos de Cilicie en 1902-1939.